# Mike Bailey (Schauspieler)

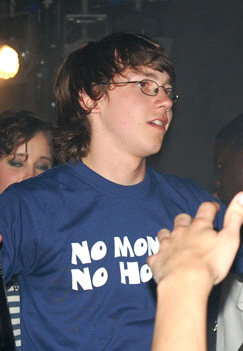
Mike Bailey (2007)

Michael James Bailey (* 6. April 1988 in Bristol) ist ein britischer Schauspieler.

## Leben
Mike Bailey ist vor allem bekannt durch seine Rolle als Sid Jenkins in der britischen Fernsehserie Skins – Hautnah. Er verkörpert einen jungen Teenager, der neben seinen privaten Problemen wie z. B. seiner Jungfräulichkeit und seiner Liebe zu der Freundin seines besten Freundes, zusätzliche Probleme in der Schule hat.
Im Finale der ersten Staffel singt er Wild World von Cat Stevens.
Da die Verantwortlichen der Serie entschieden jeweils nach zwei Staffeln fast alle Figuren auszutauschen, schied er nach der zweiten Staffel aus.

## Filmografie
- 2007: Skins – Hautnah (Skins, Fernsehserie, 19 Episoden)
- 2009: Three Moments in Heaven (Kurzfilm)
- 2009: 1066 – Kampf um England (1066, Zweiteiler)
- 2013: We Are the Freaks (Film)
- 2016: Hers and History (Webserie, 8 Episoden)
- 2017: Faulty (Kurzfilm)